# Too Late the Hero
Too Late the Hero es el quinto álbum de estudio del músico británico John Entwistle, publicado por la compañía discográfica Atco Records en noviembre de 1981. Grabado con una banda reducida e integrada por Joe Walsh, Joe Vitale y Billy Nicholls, supuso su primer y único álbum con Atco en los Estados Unidos, así como el único trabajo de Entwistle en solitario durante la década de 1980: a pesar de intentar publicar The Rock en 1986, su lanzamiento se retrasó hasta diez años más tarde.
A pesar de obtener críticas mixtas de la prensa musical, Too Late the Hero le otorgó su mejor resultado comercial al alcanzar el puesto 71 en la lista estadounidense Billboard 200. Además, fue el último álbum en entrar en una lista de discos más vendidos antes de su muerte en 2002.

## Trasfondo
Too Late the Hero fue publicado seis años después de su anterior trabajo, Mad Dog. Durante el periodo, Entwistle sufrió la muerte de Keith Moon, batería y compañero en The Who, así como un cambio de dirección dentro del grupo, que continuó su actividad musical con la incorporación de Kenney Jones y la grabación de Face Dances e It's Hard a comienzos de la década de 1980. Según Entwistle: «Dejé de componer porque pensé que iba en la dirección equivocada con el "shoo-bop, shoo-bop", el material de rock and roll viejo de Rigor Mortis Sets In y de Mad Dog. Cuando volí a escribir de nuevo, regresé al tipo de material que estaba escribiendo antes de esos discos».
En una entrevista para la revista Rolling Stone, Entwistle comentó: «Hasta hace dos años, intenté alejarme de determinados sujetos. Estaba teniendo el sentimiento de todo el mundo –desde los seguidores hasta mi mujer y mi familia– que si escribes sobre prostitutas, debes estar acudiendo a prostitutas, y si escribes sobre drogas, debes estar tomando drogas. Tenía esta reputación de humor negro y siniestro después de cosas como Whistle Rymes, cuando me levantaba a las seis de la mañana para alimentar a mi hijo, Christopher, y luego me sentaba al piano a las siete para escribir canciones sobre casos de suicidio».

## Recepción
A pesar de ser musicalmente «impresionante», Allmusic describió Too Late the Hero como líricamente «débil». Al respecto, Ben Davies elogió la contribución de Joe Walsh en la guitarra y de Joe Vitale como batería, pero añadió que no fueron capaces de salvaguardar del álbum de ser «aburrido». El periodista reconoció que la combinación de estos músicos le habría parecido «como algo parecido a un sueño en la década de 1970», convirtiendo al álbum en una decepción aun mayor.

## Lista de canciones
Todas las canciones escritas y compuestas por John Entwistle. 
| N.º | Título                   | Duración |  |
| 1.  | «Try Me»                 | 3:55     |  |
| 2.  | «Talk Dirty»             | 4:06     |  |
| 3.  | «Lovebird»               | 4:51     |  |
| 4.  | «Sleeping Man»           | 3:55     |  |
| 5.  | «I'm Coming Back»        | 4:01     |  |
| 6.  | «Dancing Master»         | 4:23     |  |
| 7.  | «Fallen Angel»           | 4:40     |  |
| 8.  | «Love Is a Heart Attack» | 5:13     |  |
| 9.  | «Too Late the Hero»      | 7:25     |  |

## Personal
- John Entwistle: voz, bajo, teclados, piano y sintetizador
- Joe Walsh: guitarra eléctrica, guitarra acústica, piano, pandereta, sintetizador
- Joe Vitale: batería, piano, flauta, clavinet, clarinete, metrónomo
- Billy Nicholls: coros

## Posición en listas
| País           | Lista            | Posición |
| -------------- | ---------------- | -------- |
| Estados Unidos | Billboard 200    | 71       |
| Estados Unidos | Top Album Tracks | 17       |

| Sencillo            | País           | Lista                  | Posición |
| ------------------- | -------------- | ---------------------- | -------- |
| «Too Late the Hero» | Estados Unidos | Billboard Hot 100      | 101      |
| «Talk Dirty»        | Estados Unidos | Mainstream Rock Tracks | 41       |